# 旭町 (愛知県東加茂郡)
旭町（あさひちょう）は、愛知県の東加茂郡に属していた町。
2005年（平成17年）4月1日、藤岡町・小原村・足助町・下山村・当町・稲武町の4町2村が豊田市へ編入合併され、旭町は廃止された。

## 地理

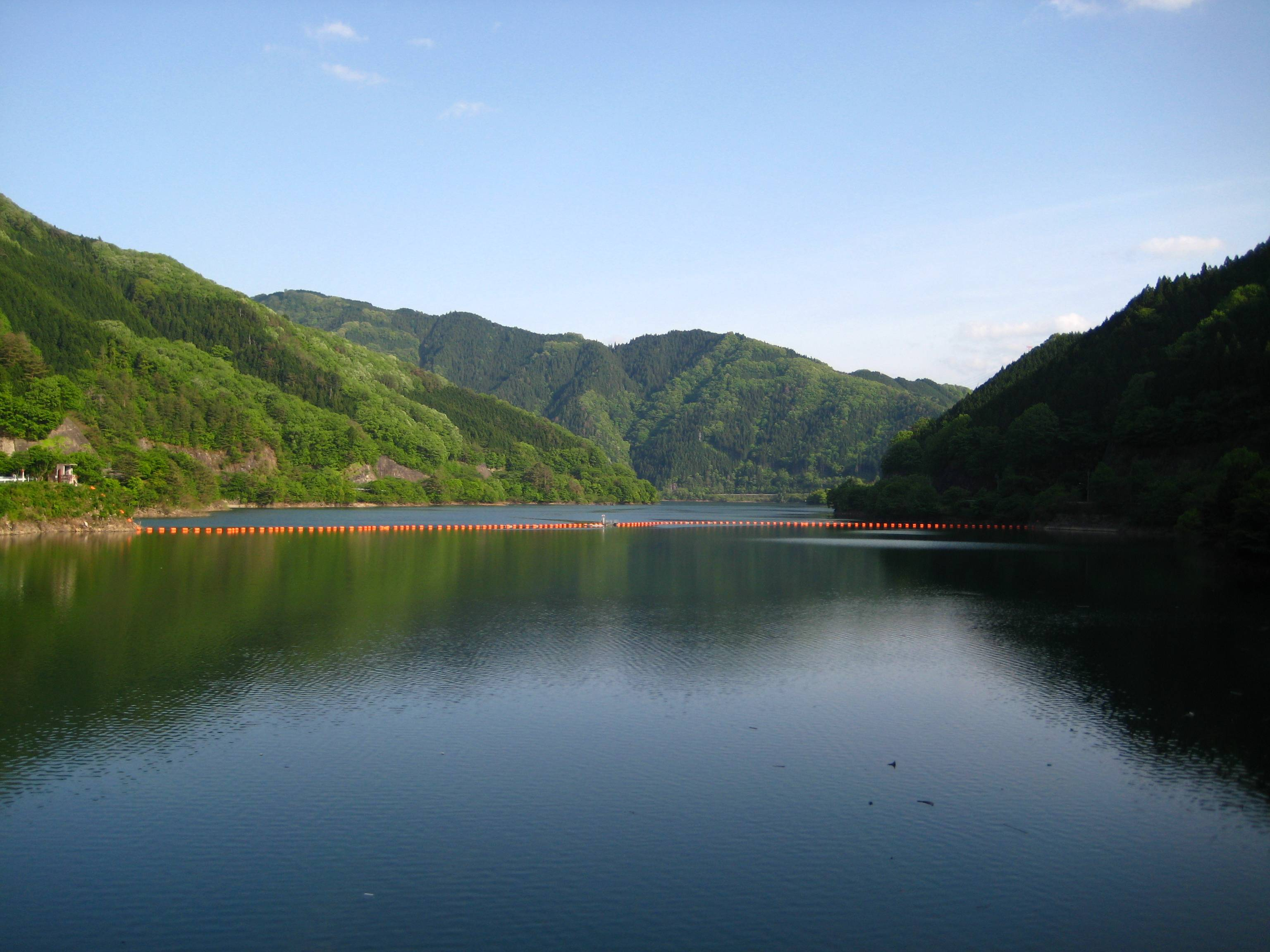
奥矢作湖

愛知県の北東部に位置し、岐阜県と県境を接している。美濃三河高原の北西端に位置し、面積の81%は山林原野が占めている。矢作川の上流部に位置しており、岐阜県との県境には矢作ダムと、それに伴う奥矢作湖が広がる。
最高標高地点は駒山 (867m) であり、次いで日下部城址 (739m)、旭高原 (668m) である。集落は標高120mから400mの間に点在しており、矢作川やその支流沿岸に多い。
- 河川

矢作川
段戸川、明智川、阿妻川、介木川、大坪川、阿摺川（いずれも矢作川支流）
- 湖沼

奥矢作湖
- 山

駒山 (867m)、茶臼山、旭高原 (668m)

### 隣接する自治体
- 愛知県北設楽郡・東加茂郡稲武町
- 愛知県東加茂郡足助町
- 愛知県西加茂郡小原村
- 岐阜県恵那郡明智町
- 岐阜県恵那郡串原村

## 歴史

### 沿革
- 1906年（明治39年） - 野見村・生駒村・介木村・築羽村が合併し旭村が発足。
- 1907年（明治40年） - 旭村の地理的中心である太田に旭村役場が移転[3]。
- 1940年（昭和15年） - 旭村の交通や商業の中心である小渡に旭村役場が移転[4]。
- 1955年（昭和30年）4月1日 - 岐阜県恵那郡三濃村の一部（野原、浅谷）を編入[5]。全国初の越県編入合併だった[5]。三濃村の残部（横通）は岐阜県恵那郡明智町へ編入[5]。
- 1957年（昭和32年） - 両国橋を改修[6]。
- 1959年（昭和34年）9月26日 - 伊勢湾台風で農地や道路に甚大な被害を受ける[5]。
- 1965年（昭和40年） - 笹戸橋が開通[7]。
- 1967年（昭和42年）4月1日 - 旭村が町制施行して旭町が発足[8]。愛知県54番目の町[8]。
- 1969年（昭和44年） - 旭大橋が開通[9]。
- 1970年（昭和45年）4月 - 全国776町村の一つとして過疎地域に指定されて過疎地域対策緊急措置法の適用を受ける[8]。
- 1970年（昭和45年） - 旭町役場が現在地に移転して庁舎を新築[10]。
- 1971年（昭和46年） - 矢作ダムが完成[8]。旭町の108戸が奥矢作湖に沈む[8]。
- 1972年（昭和47年） - 豊田市を中心とする1市4町2村が豊田・加茂広域市町村圏に指定される[11]。
- 1972年（昭和47年） - 旭町老人憩の家を開設[12]。
- 1974年（昭和49年） - 旭町コミュニティセンターが完成[13]。
- 1981年（昭和56年） - 旭町農林会館が完成[14]。
- 1981年（昭和56年） - 日の出橋が開通[14]。
- 1982年（昭和57年） - 東鉄バスが小渡・上切間のバス路線を開設[15]。
- 1983年（昭和58年） - 中央地区簡易水道施設が完成[15]。
- 1984年（昭和59年） - 旭町総合体育館が完成[16]。
- 1985年（昭和60年） - 旭町農協・商工会館が完成[17]。
- 2005年（平成17年） - 旭町を含む4町2村が豊田市に編入合併されて旭町は廃止。

## 行政

### 歴代町村長
- 1948年10月19日-1956年10月17日 鈴木林平[18]
- 1956年10月18日-1976年10月17日 糟谷直吉[18]
- 1976年10月18日-1984年10月17日 林康隆[18]
- 1984年10月18日-????年??月??日 山田巖[18] - 1984年は28年ぶりの旭村/旭町長選挙だった。

## 教育

### 高校
2005年以前に廃校となった高校
- 愛知県立足助高等学校旭分校
  - 1949年2月28日に愛知県立加茂高等学校旭分校として開校[19]。1949年4月1日に愛知県立猿投高等学校旭分校に改称[19]。1950年4月1日に愛知県立猿投農林高等学校旭分校に改称[19]。1951年に校舎が完成[19]。1968年に愛知県立足助高等学校旭分校に改称[19]。1973年に廃校となり、生徒は愛知県立加茂丘高等学校に移籍[19]。

### 中学校
1947年（昭和22年）に学制改革が行われた際、のちに旭町となる地域（愛知県東加茂郡旭村の全域と岐阜県恵那郡三濃村の一部）には計2中学校1分校があった。
2005年時点で存在した中学校
- 旭町立旭中学校
  - 1955年に新校舎が完成。1996年に浅野中学校を統合。

2005年以前に廃校となった中学校
- 旭町立旭中学校生駒分校
  - 1969年に移転。
- 旭町立浅野中学校
  - 1955年以前の三濃村立三濃中学校。1996年に廃校。

### 小学校
1947年（昭和22年）に学制改革が行われた際、のちに旭町となる地域（愛知県東加茂郡旭村の全域と岐阜県恵那郡三濃村の一部）には計7小学校1分校があった。
2005年時点で存在した小学校
- 旭町立小渡小学校
  - 1967年に小渡小学校・浅野小学校・浅野小学校上切分校を統合して新たに小渡小学校が開校。1968年に移転し、笹戸小学校を統合。
- 旭町立築羽小学校
  - 1970年に新校舎が完成。豊田市合併後の2012年3月に廃校。
- 旭町立敷島小学校
  - 1969年に敷島小学校・大坪小学校を統合して、新たに敷島小学校が開校。1970年に移転。

2005年以前に廃校となった小学校
- 旭町立大坪小学校
  - 1969年に廃校。
- 旭町立浅野小学校
  - 1955年以前の三濃村立三濃小学校。1967年に廃校。
- 旭町立浅野小学校上切分校
  - 1967年に廃校。
- 旭町立笹戸小学校
  - 1968年に廃校。
- 旭町立生駒小学校
  - 1969年に移転。1997年に廃校。

## 交通

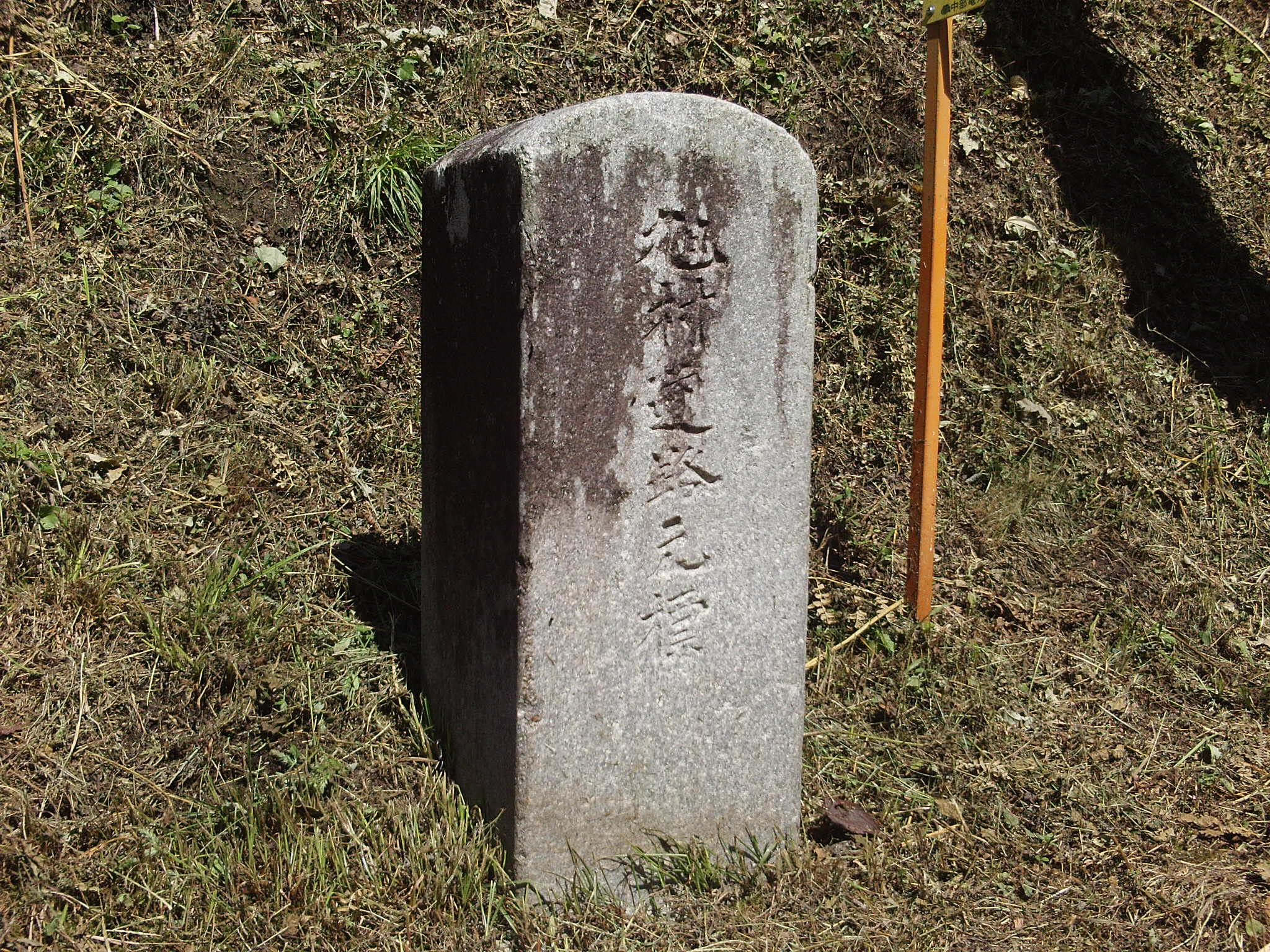
旭村道路元標

### 鉄道
町内に鉄道はなかった。地理的な最寄り駅は隣県の明智鉄道の明智駅となる。

### バス
- 豊田市に合併されて以降、とよたおいでんバスが豊田市駅との間を結んでいる他、旭地域バス「こっきーバス」が町内を巡回している。
- その他、平成10年頃迄、明智鉄道明智駅より町内の小渡迄東鉄バスが乗り入れていた。撤退後は旧旭町との境にあった恵那市串原地域内のみの運行となり旭町内へは乗り入れなくなったが、やがて恵那市コミュニティバスに引き継がれた頃から明智駅からの串原線と、岩村駅からの上矢作線の2路線が乗り入れるようになり、それぞれで旭地域バスと乗換出来るようになっていた。しかし利用客の少なさもあり、2020年3月限りで串原線は旧旭町内への乗り入れを終了した。
- 現在、恵那市自主運行バスは上矢作線のみ乗り入れている。串原線はその後も豊田市(旧旭町)との市境付近までは来るものの、旧旭町内へは入らず恵那市串原地域内での折り返し運行となっている。

### 道路
- 町内に高速道路・一般国道なし
- 主要地方道
  - 愛知県道11号豊田明智線
  - 愛知県道19号土岐足助線
  - 愛知県道20号瑞浪大野瀬線
- 一般県道
  - 愛知県道355号島崎豊田線
  - 愛知県道356号大野瀬小渡線
  - 愛知県道357号平沢御蔵線
  - 愛知県道366号小渡明川足助線
  - 愛知県道484号牛地足助線
  - 愛知県道490号笹戸稲武線

## 名所・旧跡・観光スポット
旭町は「水の郷百選」に選定されていた。
- 旭高原元気村

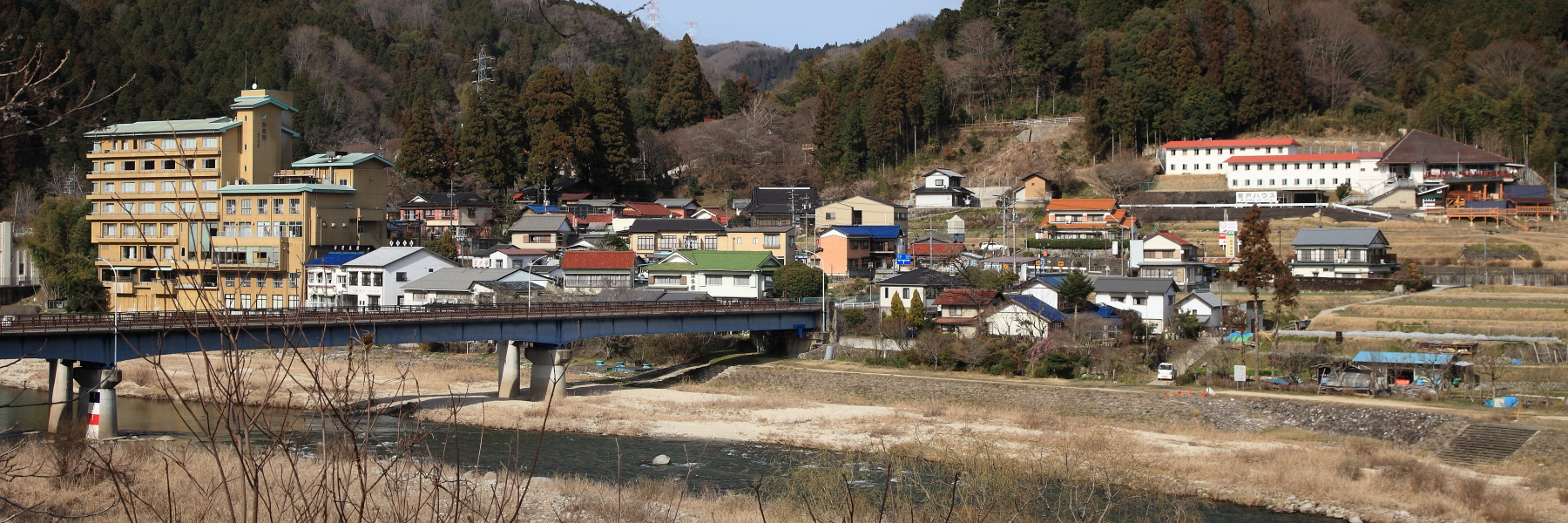
笹戸温泉

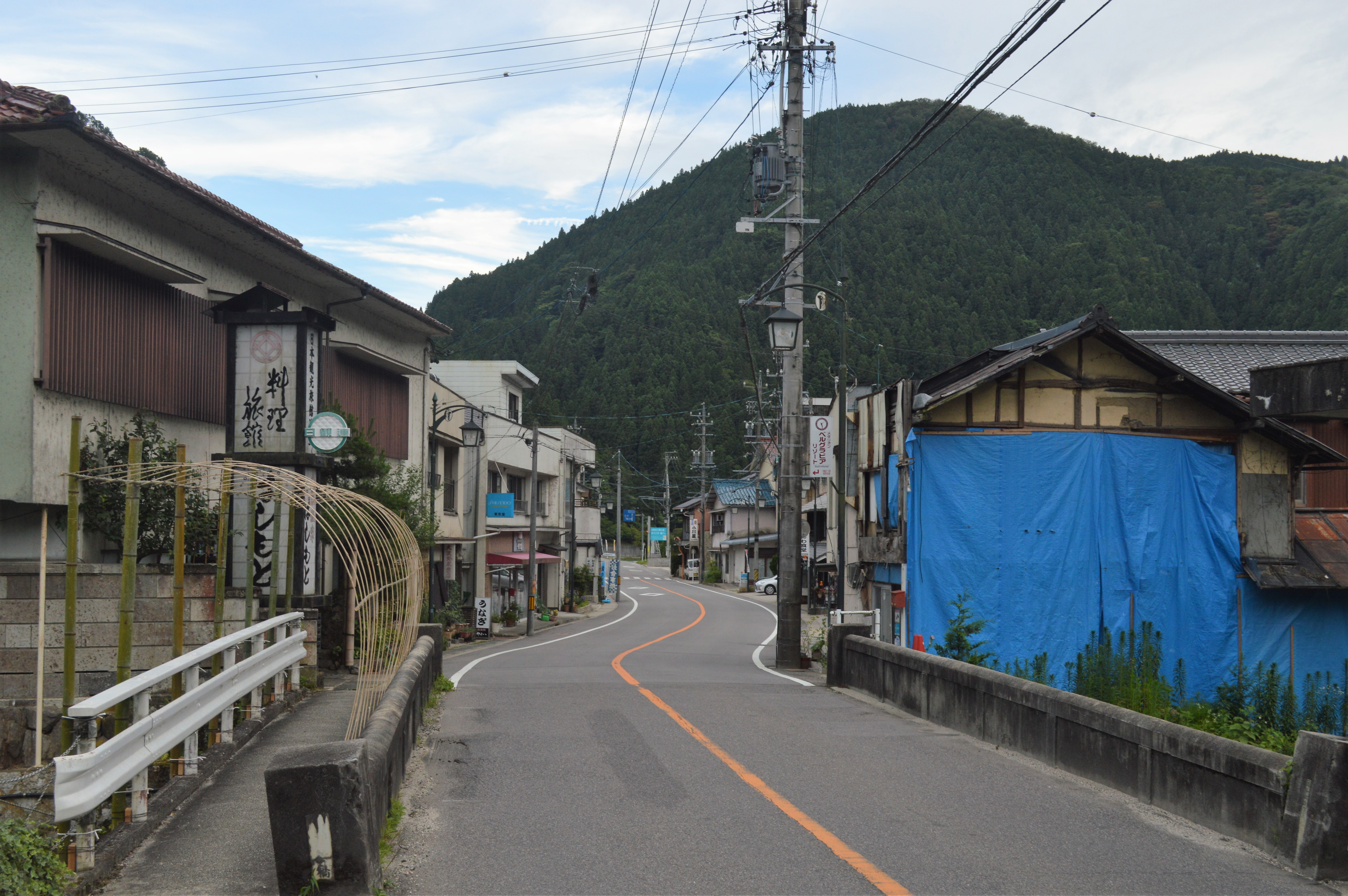
小渡温泉

- 杉本の貞観スギ - 神明神社の境内にあるスギ。胸高約12m、根周囲約15m、樹高45mであり、愛知県最大[20]。国の天然記念物。
- 小渡劇場 - 昭和30年代にあった映画館。なお、1960年（昭和35年）の東加茂郡には、西盛座（足助町）、足助劇場（足助町）、弁天座（松平町）も含めて4館の映画館があった[注 1]。
- 奥矢作温泉郷
  - 小渡温泉 - 2011年時点では2軒の旅館が営業。愛知県では珍しいラドン温泉[22]。
  - 榊野温泉 - 2018年時点では1軒の旅館が営業。近くにはスッポンの養殖場や洋ランの栽培施設がある[23]。
  - 笹戸温泉 - 室町時代の開湯であり愛知県最古の温泉地[24]。毎年お盆には奥矢作温泉郷花火大会を開催。
- 小馬寺跡

## 姉妹都市
- 新川町（愛知県西春日井郡）
  - 1996年 姉妹町提携
- 南知多町（愛知県知多郡）
  - 1973年 姉妹提携[13]
- 美浜町（愛知県知多郡）
  - 1973年 姉妹提携[13]